# 香港地產業

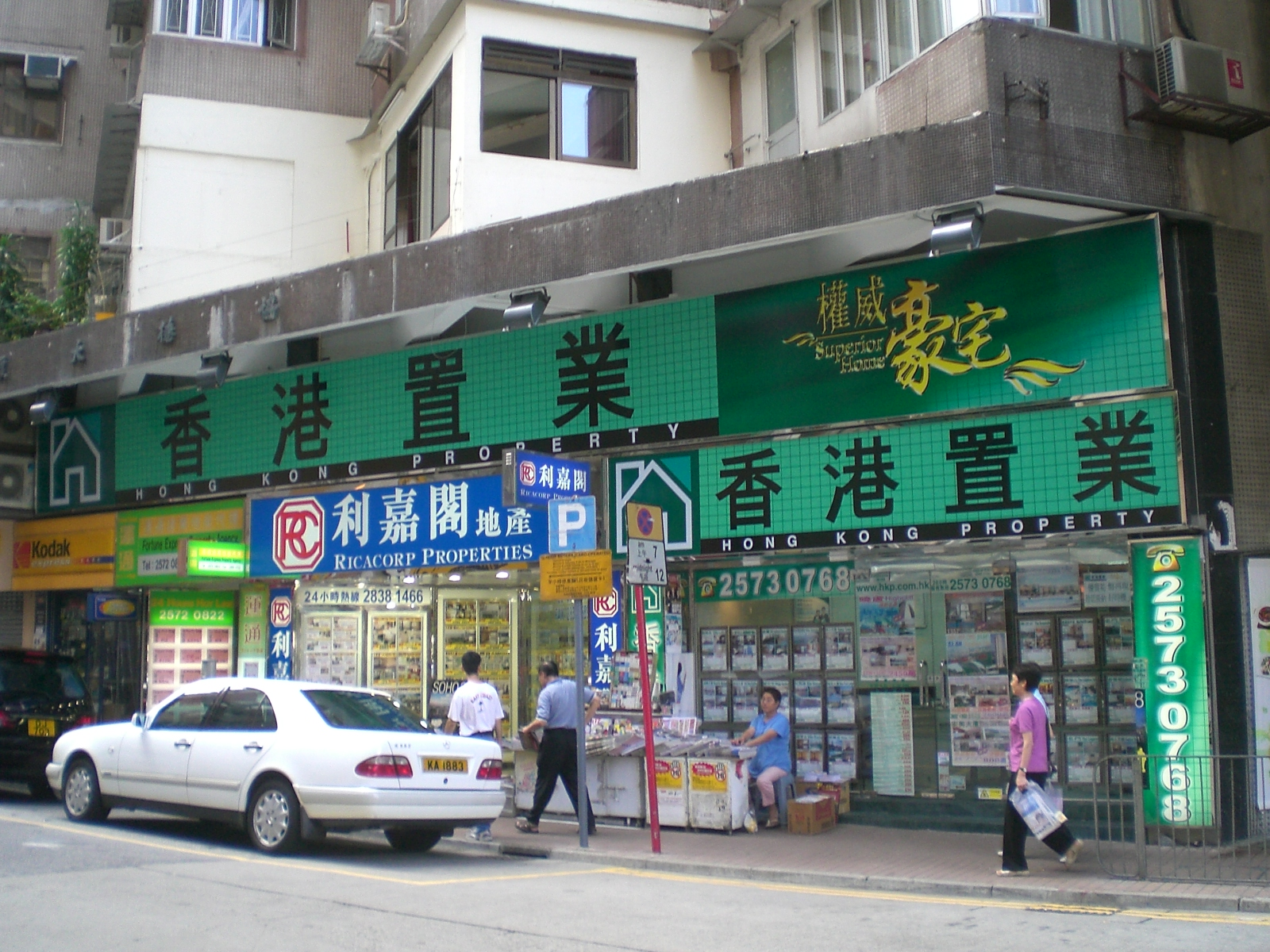
香港街道上往往分佈着許多地產仲介公司

香港的房地產業已有悠久的歷史，1841年英國佔領香港後拍賣土地，逐步形成和確立香港的地權制度和土地批租制度。
1950年代末期到1980年抵壘政策結束前，因政局動盪，大批中國大陸人口移入，香港人口急速膨脹，居住成為當時社會經濟中一個嚴重問題。因此香港政府出於人道理由與社會安定，於1950年成立之香港模範屋宇會提供土地。1954年開始大量興建徙置區。在1960年代，香港屋宇建設委員會推出廉租屋邨。1970年代初，大批地產公司紛紛藉此牛市時機掛牌上市籌集大量資金發展業務。此時持香港工商持續增長，成為二戰後以來空前的繁榮。隨著需求上漲，發展規模漸大，經營房地產所需資金也日見龐大，一些小型地產公司在此時逐漸被淘汰，實力雄厚的地產商逐漸壟斷市場，此時地產業逐漸成為香港經濟的重要的支柱。1984年中英聯合聲明簽訂，嚴格限制香港土地供應，導致香港房地產供求失衡而價格急升，至1997年為止。1997年香港主權移交之際，亞洲金融風暴爆發，同時特區政府推出八萬五建屋計劃試圖恢復供求平衡，導致香港地產市道受到重創，大量業主變成負資產，至2002年11月，特區政府為了挽救樓市，推出了減少土地供應和政府退出房地產市場等名為孫九招的政策，並受到更緊密經貿關係等貿易政策刺激香港經濟發展和物價上漲，直到2010年，樓市幾乎回到1997年金融風暴前夕的水平，其後仍然上升不止，使市民負擔房地產的能力成為社會及政治議題，而政府的政策並未能影響此趨勢。
2010-2020年香港连续10年蝉联全球最难负担楼价的地区。根据2020年的统计数据，香港中位数收入住户平均需要20.8年不吃不喝的收入才能负担一个住房。

## 歷史

### 早期的城市建設及土地制度
第一次鴉片戰爭之後，英國取得香港成為其殖民地，而當時英國之所以看中香港，主要原因是維多利亞港，英國人當時正在建立一條全球的貿易路線，來運輸他們購買和生產的原材料與產品，他們需要不向他們征稅的自由貿易港，而維多利亞港作為天然的避風港，水深港闊，正是英國人的需求。因為英國人將香港設為了自由貿易港，英國人無法從貿易中徵稅，但建設香港又需要資金，但香港卻土地貧瘠而且缺乏自然資源，而英國政府又不願運錢過來，那麼政府唯一可以做的，也是唯一擁有的就只有土地。由此開始了土地在香港發展中的重要角色。
1841年，根據《英皇制誥》，所有土地馬上皆屬英國皇室所有，稱為官地（Crown land），香港的土地拍賣並不是真的將土地永久出售，而只是出售有期限的使用權（Leasehold），可以稱之為“批地”，而這也確定了現行的土地批租制度，但新界區居民的紅契土地仍保留著清朝政府的地權制度。早期批地年期極長，為999年，而後期縮短至99年，而現時批地年期大多為50年。英國人於1841年6月7日便公報公開發售（批地）土地並於同月14日由海軍上將Admiral Sir Charles Elliot於澳門成功拍出404幅土地。而由於土地全部屬於政府（英國皇室），政府作為一個壟斷的供應者，為提高土地價格，維護自己利益，限量賣地成為了政府最理性的行為，而這就是高地價政策的開始。

### 二戰後至1960年代
踏入二十世紀，於四十年代後期開始由此中國大陸的戰亂與動盪，大量內地居民湧來香港，香港人口急速膨脹，由1946年的60萬，於1949年激增至186萬，到1959年更超過了300萬，人口的急劇增加使居住成為當時社會經濟中一個嚴重問題。在港九各地，到處出現一些簡陋的木屋。由於木屋區頻頻發生火災，港府於是設立徙置區安置災民。由於居住環境惡劣及嚴重短缺，成為當時香港社會最嚴峻的一個問題。
因此港英政府出於人道與社會安定，於1950年成立香港模範屋宇會，由政府撥地，為低收入居民提供廉租房屋，興建之屋苑有模範邨，而於1954年開始大量興建徙置區，後來的徙置屋邨是香港公共房屋的前身。當時，香港除了貿易外，輕工業漸漸崛起，而大量從內地來港的貧窮移民便成為了工廠工人，徙置區可以視作等同於工人宿舍，降低工廠的成本，更有助於香港的出口，其實就是一種補貼出品。另外建立公共房屋可以有助於私人房屋的價格，即有助於政府的高地價政策。1950年代隨人口的激增，大量資本擁入地產業，香港就出現了房地產熱潮。在高地價政策下港英政府可以以低稅率來維持香港的競爭優勢，同時又有收入搞公共服務，為低收入提供一定的保障同時，中產可經投資物業而享受到財富增加的好處，這漸漸便加強了整個香港社會對高地價政策的路徑依賴。
1955年港府修改建築條例，鼓勵新建築物向高空發展，以緩解樓宇供應緊張的困境，樓宇建造高度不再受1903年起實施的普通民房高度以5層為限的規定所限制，新條例准許建築物的高度為街道寬度的1.41倍，每層的高度也由3.66米減至2.74米。而在此之前，若要興建高出5層的樓宇，得報港督和行政局審批核准，在20世紀50年代初，香港超過5層的高樓還只有寥寥10多間。1955年愛國商人霍英東投資興建當時香港最高的大廈——蟾宮大廈，在興建的過程中，霍英東開創了“分層出售”、“分期付款”、“賣樓花”等的售樓方式，為香港地產業發展帶來革命，加速了整個香港地產市場的繁榮，是香港地產發展史上一個里程碑。從此地產業成為香港的經濟支柱之一，佔GDP的比重在20%以上，成為香港經濟的“晴雨表”。
1965年香港股災，香港爆發了銀行信用危機，恆生指數在這次股災跌了四分之一。接著房地產價格暴跌，陷入了戰後第一次大危機之中，許多地產公司倒閉。1967年發生六七暴動，香港左派團體發動連串炸彈恐襲觸發六七股災，在市場恐慌下香港資產遭到拋售，已經處於低迷的房地產價格跌至低位，六七暴動在同年12月被平息後，香港經濟復甦，房地產業市道在1969年好轉。

### 1970年代
1970年代是香港的地產狂潮年代，香港的華資巨頭，現時的香港四大地產商等便是由此崛起，如華人首富李嘉誠，他原本經營一家名為長江工業公司的塑膠花工廠，香港的地價在1967年因為六七暴動深陷低谷，然而當其他投資者紛紛拋售香港資產之時，李嘉誠卻趁低位大量購入地皮，興建工廠大廈作為出租之用，在暴動被平息後乘著香港經濟起飛，李嘉誠擁有的工廠大廈地皮價值翻倍，累積足夠資本後，決定轉移業務重點，把塑膠廠轉型為地產發展公司，1971年成立長江實業，1972年於香港交易所上市。同年，當時的香港總督麥理浩制定了「十年建屋計劃」政策，要在1973年至1982年的十年期間，為180萬香港基層居民提供公共房屋單位。1974年，石油危機導致香港股市暴跌，地產業全面調整，香港樓價下跌了三至四成。1975年底開始，房地產市場續漸回升，港府1976年開始地鐵修建計劃，提升了城市土地價值。至1978年，又推行「居者有其屋計劃」，解決二百多萬基層市民的自置居所需要。由此可見當時的高樓價已是嚴重社會問題。1977至1979年兩年間，香港人口由450萬人急增至500萬人，樓宇出現供不應求，屯門、沙田、葵涌等香港新市鎮逐步成型，分散市區香港島及九龍區擠迫的人口密度。這個時期的香港持續快速發展，香港房地產市場達到高潮。

### 中英聯合聲明
直至1981年，中英雙方有關香港問題談判，中華人民共和國政府將對香港行使主權，令港人出現信心危機。一年內，香港樓價下跌六成。至1984年9月，《中英聯合聲明》發表，聲明在「一國兩制」的原則下，中国政府會確保其社會主義制度不會在香港特別行政區實行，香港奉行的資本主義制度、社會制度和生活方式可以維持“五十年不變”。後來市民信心漸漸回升，樓市慢慢再度復甦。。另外《中英聯合聲明》限制每年香港土地供應不得多於50公頃，令地本身已經少的土地供應更少，直接把香港樓價推上新高。
1989年，北京「六四事件」爆發，中共以武力鎮壓學運，部分香港人對前景失去信心，資金人才外流，樓價再度大跌，為刺激經濟及重拾港人信心，當年的港督衛奕信提出“玫瑰園計劃”，決定興建規模龐大的新機場，即今日的赤鱲角機場。
十多年內，香港地價上升了二十倍，過高的地價，使只有少數的擁有龐大資本的地產商才能參與土地市場，結果做成寡頭壟斷，造成政府與地價巨頭與數百萬私樓擁有者這共同利益體，而這造成了主權移交後高地價的必需繼續性。而另外企業，特別是中小企也需要高樓價，物業是香港工商業的重要抵押品，中小企往往通過抵押物業向各銀行借貸，流動周轉，高房價令樓成為香港銀行最接受的抵押品，此同時又強化了高地價。市區住宅樓價在1995年，售價約每平方米4萬港元，普通市民難以負擔。

### 1997年主權移交以後
香港回歸之後，亞洲金融危機爆發，香港也被波及。而首任香港行政長官董建華推出了“八萬五建屋計劃”，遇上亞洲金融危機，香港地產市道受到重創，中產作為社會的中堅力量，當他變成負資產，整個社會的經濟便無法維持，所以原本為解決目標的高地價政策成為了唯一的救星。2002年，政府推出「孫九招」，不再興建新的居者有其屋住宅，並減少供應。由2003年起，香港樓市持續上升5年。2008年金融海嘯期間樓價一度下調約30%，但為時短，不足兩季。在各國推出救市措施後，金融體系漸告穩定，樓價又再上升，直到2010年，部分地區樓價已超越97年金融風暴前夕的水平。
此時政府多以“勾地”來賣地。在「勾地」制度下，香港地政總署定期列出公開的土地儲備表《供申請售賣土地一覽表》，即是俗稱「勾地表」。勾地是香港特區政府現行拍賣政府土地的一個途徑，此制度在亞洲金融危機後（1999年）推出，在當時，它與另一傳統的拍賣官地機制「常規賣地」同時施行。「勾地」就是土地在正式掛牌出讓前，由對該土地感興趣的單位向政府表明購買意向，並承諾願意支付的土地價格。
有意買官地的公眾人土，包括地產發展商，可向地政總署提出申請「勾地」，並報出底價。政府收到申請，若果有關提價合乎政府估計的市場價格之十成（後降至八成），就會將該地塊按規定「勾出」，並在規定期限內組織其招標拍賣，公眾拍賣會上價高者得，提出勾地者必須參與該次競價，但其報價不得低於它申請時的底價。若果拍賣時「不到價」，即是不達到官訂拍賣當時秘密底價，地政總署有權收回，並留作下次再拍賣，直至等於或高於政府預期的價格為止。如果拍賣時無人提出等同或高於勾地者申請時的提價，政府有權沒收原先勾地者的按金。該按金是保証是次拍賣價不會低於勾地者原先的提價。在賣地過程中，政府不會提供任何優惠予勾地申請者，如申請者最終不能買得土地，發還按金時也不會給予利息。而有觀點認為勾地是近年高樓價的另一原因。
到2010年代，香港住宅樓價和租金屢創新高，引起強烈民怨。2011年中，國務院港澳辦主任王光亞訪港，警告特區政府避免讓香港的房屋問題演變成政治問題，要求特區政府加倍關注，解決市民住屋問題。2011年8月，國務院副總理李克強訪問香港，期間特別關注香港房屋問題。在中央政府施壓下，同年10月時任行政長官曾蔭權宣佈恢復居者有其屋計劃。梁振英繼任行政長官後，政府於2013年2月宣佈取消勾地制度。
從2006年至2015年，香港每年平均僅有2萬多個住宅單位建成。2017年有人估計香港每年需要有5萬多個住宅單位供應，始能滿足包括新增人口在內的住屋需求。長期的房屋供應短缺以及樓價和租金大升造成各種社會問題，逐漸撕裂香港社會。面對樓價嚴重脫離一般人的負擔能力，越來越多香港年輕人對置業感到絕望。在住宅以面積計價格大升而買家購買力有限的環境下，發展商興建實用面積少於200平方英尺的特小住宅單位（「納米樓」）開始成為趨勢。前行政會議成員林奮強在2017年指出香港的房屋問題已到了「禍延三代」的地步。
| 年      | 出租公屋 | 出售資助房屋                                              | 私人住宅 | 總數    | 數字來源 |
| ------- | -------- | --------------------------------------------------------- | -------- | ------- | -------- |
| 1997    | 23,900   | 22,300                                                    | 18,200   | 064,400 | [ 28 ]   |
| 1998    | 14,000   | 21,000                                                    | 22,000   | 057,000 | [ 29 ]   |
| 1999    | 30,000   | 18,000                                                    | 35,000   | 083,000 | [ 30 ]   |
| 2000    | 42,500   | 17,420                                                    | 25,790   | 085,710 | [ 31 ]   |
| 2001    | 51,000   | 23,000                                                    | 26,000   | 100,000 | [ 32 ]   |
| 2002    | 20,200   | 12,800 （部分不會出售而改為其它用途）                     | 34,000   | 067,000 | [ 33 ]   |
| 2003    | 11,600   | 04,500 （已建成的居者有其屋項目暫停出售，或改作其它用途） | 26,400   | 042,500 | [ 34 ]   |
| 2004    | 21,000   | 00,000                                                    | 26,000   | 047,000 | [ 35 ]   |
| 2005    | 25,000   | 00,000                                                    | 17,000   | 042,000 | [ 36 ]   |
| 2006    | 04,400   | 00,000                                                    | 16,600   | 021,000 | [ 37 ]   |
| 2007    | 07,400   | 00,000                                                    | 10,500   | 017,900 | [ 38 ]   |
| 2008    | 26,400   | 00,000                                                    | 08,800   | 035,200 | [ 39 ]   |
| 2009    | 19,000   | 00,000                                                    | 07,200   | 026,200 | [ 40 ]   |
| 2010    | 06,400   | 00,000                                                    | 13,400   | 019,800 | [ 41 ]   |
| 2010/11 | 12,000   | 00,000                                                    | 15,000   | 027,000 | [ 42 ]   |
| 2011/12 | 11,200   | 00,000                                                    | 10,100   | 021,300 | [ 43 ]   |
| 2012/13 | 13,100   | 00,000                                                    | 09,800   | 022,900 | [ 44 ]   |
| 2014    | 05,630   | 00,000                                                    | 15,700   | 021,330 | [ 45 ]   |
| 2015    | 11,500   | 11,500                                                    | 11,300   | 022,800 | [ 46 ]   |
| 2016    | 22,000   | 22,000                                                    | 14,600   | 036,600 | [ 47 ]   |
| 2017    | 14,040   | 14,040                                                    | 17,800   | 031,840 | [ 48 ]   |
| 2018    | 25,000   | 25,000                                                    | 21,000   | 046,000 | [ 49 ]   |
| 2019    | 16,000   | 16,000                                                    | 13,600   | 029,600 | [ 50 ]   |

## 主要地產發展商
- 香港地產公司

### 香港主要地產商與各行業關係
| 地產商        | 公用事業/綜合企業/其他 | 交通運輸/物流/汽車服務                                                                               | 電訊/電視台/電台                       | 零售                                        | 資訊科技/電子商貿/媒體 | 酒店                   |
| ------------- | ---------------------- | --- | -------------------------------------- | ------------------------------------------- | ---------------------- | ---------------------- |
| 長江實業集團  | 電能實業（香港電燈）   | 香港國際貨櫃碼頭、香港內河碼頭、香港空運貨站                                                         | 和記電訊、新城電台                     | 百佳、屈臣氏、豐澤                          | Tom.com、Bigboxx.com   | 海逸國際酒店集團       |
| 新鴻基地產    | -                      | 香港內河碼頭、機場空運中心、載通國際（九巴、龍運巴士）、珀麗灣客運、威信停車場、香港駕駛學院、快易通 | 數碼通                                 | 一田百貨                                    | 新意網                 | 帝港酒店集團           |
| 新世界發展    | -                      | 新巴及城巴（已出售）、新渡輪（已出售）                                                               | 有線寬頻、新世界電訊（已出售）         | 周大福、佐丹奴                              | 親子王國               | 瑰麗酒店集團           |
| 恒基兆業地產  | 香港煤氣               | 香港小輪                                                                                             | -                                      | 千色Citistore、UNY、家園便利店、景福珠寶    | 名氣通、恒基數碼科技   | 美麗華酒店企業         |
| 會德豐/九龍倉 | -                      | 香港空運貨站、現代貨箱碼頭、天星小輪、香港電車（已出售）                                             | 有線寬頻（已出售）、九倉電訊（已出售） | Citysuper、連卡佛、Joyce Boutique、美美百貨 | -                      | 馬可孛羅酒店           |
| 太古集團      |                        | 國泰航空、香港飛機工程、太古汽車集團                                                                 |                                        | 太古資源、太古飲料控股                      |                        | 太古酒店               |
| 香港置地      |                        | 香港空運貨站、怡和合發                                                                               |                                        | 惠康、7-Eleven、萬寧、宜家家居、美心食品    |                        | 文華東方酒店集團       |
| 信和集团      |                        | |                                        |                                             | 信和科技（已結業）     | 信和酒店               |
| 嘉里建设      | 華星唱片（已出售）     | 嘉里物流                                                                                             |                                        | 地利店（已結業）                            | 南華早報集團（已出售） | 香格里拉酒店           |
| 華懋集團      | 松齡護老集團、安寧控股 | |                                        | 華懋電影院線                                |                        | 如心酒店集團           |
| 宏安地產      |                        | |                                        | 萬有街市                                    |                        | 日新舍                 |
| 嘉華國際集團  | 銀河娛樂集團           | |                                        |                                             |                        | 仕德福酒店國際集團     |
| 恒隆集團      |                        | |                                        | 恒隆白洋舍                                  |                        | 格蘭酒店集團           |
| 英皇集團      | 英皇娛樂、成龍英皇影業 | |                                        | 英皇鐘錶珠寶、歐化國際、元綠壽司（已結業）  | 新傳媒集團             | 英皇娛樂酒店           |
| 遠東發展      |                        | | 有線寬頻（已出售）、亞洲電視（已出售） |                                             |                        | 遠東酒店、帝盛酒店集團 |
| 香港興業      | 中國染廠               | 愉景灣隧道、愉景灣航運                                                                               |                                        |                                             |                        | 百富酒店集團           |

## 與中国共产党關係
香港回归前后，中国共产党高官子女及亲属开始大规模投资香港房地产，包括栗战书之女、建银国际董事长栗潜心在内，中共高层领导中最少有三位有亲属在香港购买豪宅，总价值达5100万美元，他们利用香港作为国际避税天堂的优势积累了大量财富。1991年，习近平姐姐齐桥桥即开始在香港购买房产，2009年齐桥桥之女张燕南在浅水湾购入别墅，此外她还拥有至少5处公寓。2010年，汪洋之女，前德意志银行高管汪溪沙以200万美元的价格购买了一处住宅。栗潜心通过加入华菁会等香港团体为中共高官子女（太子党）和香港富豪及政治家建立了交流平台。由于中共高层将自身既得利益与香港紧密融合，他们无法容忍可能会威胁到香港经济地位的抗议活动，因此要采取更为强硬的立场。正是在栗潜心之父栗战书的推动下，港区国安法在随后得以迅速通过。